# Иван Захариев (политик)
Вижте пояснителната страница за други личности с името Иван Илиев.
Иван Захариев Илиев е български запасен офицер и политик, кмет на Дупница.

## Биография
Иван Захариев е роден на 31 юли 1910 година в Дупница. Баща му, Захари Стоилов Илиев, като подпоручик в Двадесет и шести пехотен пернишки полк, загива през Междусъюзническата война в Кочани.
По професия е юрист и остава запасен офицер от българската армия. Първи кмет на Добрич след подписване на Крайовската спогодба. От септември 1942 година до пролетта на 1943 година е помощник-кмет на Скопие. Като безпартиен кандидат става кмет на Дупница през пролетта на 1944 година. Продължава възстановяването на града след съюзническите бомбардировки от януари 1944 година и изгражда противобомбени скривалища. През юни 1944 година е назначен за областен директор и напуска кметското място. След Деветосептемврийския преврат е арестуван и убит.